# ロッキード L-10 エレクトラ

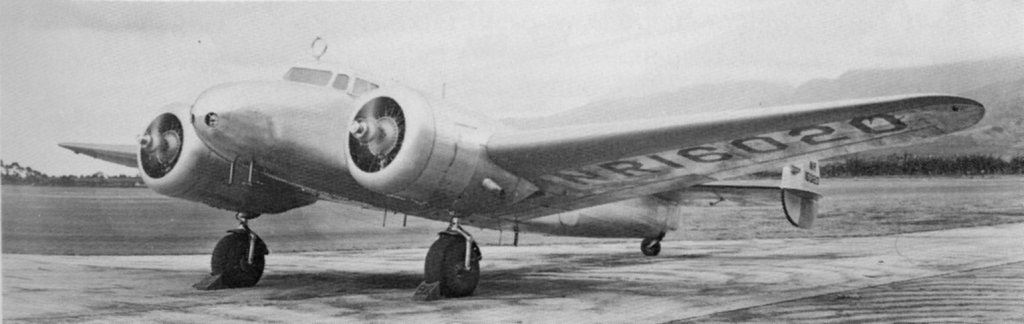
イアハート搭乗のエレクトラ（機体記号:NR16020）

ロッキード L-10 エレクトラ (Lockheed L-10 Electra) とは、アメリカ合衆国の航空機メーカーであったロッキードが、ダグラス・エアクラフトのDC-2やボーイング社のボーイング247に対抗するために開発した全金属単葉のレシプロ双発民間旅客機である。

## 概要
ロッキードL-10（以下、エレクトラ）は、ロッキード（子会社のロッキード・デトロイトでは、ロッキード・オリオンのように金属製の機体が一部製造されていた）で最初に開発された全金属単葉の近代的旅客機であった。なお、エレクトラとはプレアデス星団にある星の名から取られている。これはロッキードの機体の愛称は星の名が付けられていた為である。
エレクトラの風洞実験はミシガン大学で行われたが、この時学生として立会い、後にロッキードに入社しスカンクワークスを率いたケリー･ジョンソンがいた。また彼はエレクトラの設計に大きな影響を与えた。エレクトラは1934年2月23日に初飛行した。
エレクトラの機体を操縦した著名人にアメリカの女性飛行士のアメリア・イアハートがいる。彼女は1937年7月に世界一周飛行のためにエレクトラに搭乗していた際に南太平洋で消息を絶った。
また、1936年には日本海軍が双発練習機の参考実験機として1機を輸入し、ロッキード・エレクトラ飛行機（略符号KXL1）と称した。
第二次世界大戦では、民間で運用されていたエレクトラはアメリカ陸軍航空隊に徴用され、制式名"C-36"として運用された。しかしながら、大戦中に輸送機の技術革新が進行したため、大戦末期にはエレクトラは時代遅れの旧式に落ちぶれていた。

## バリエーション

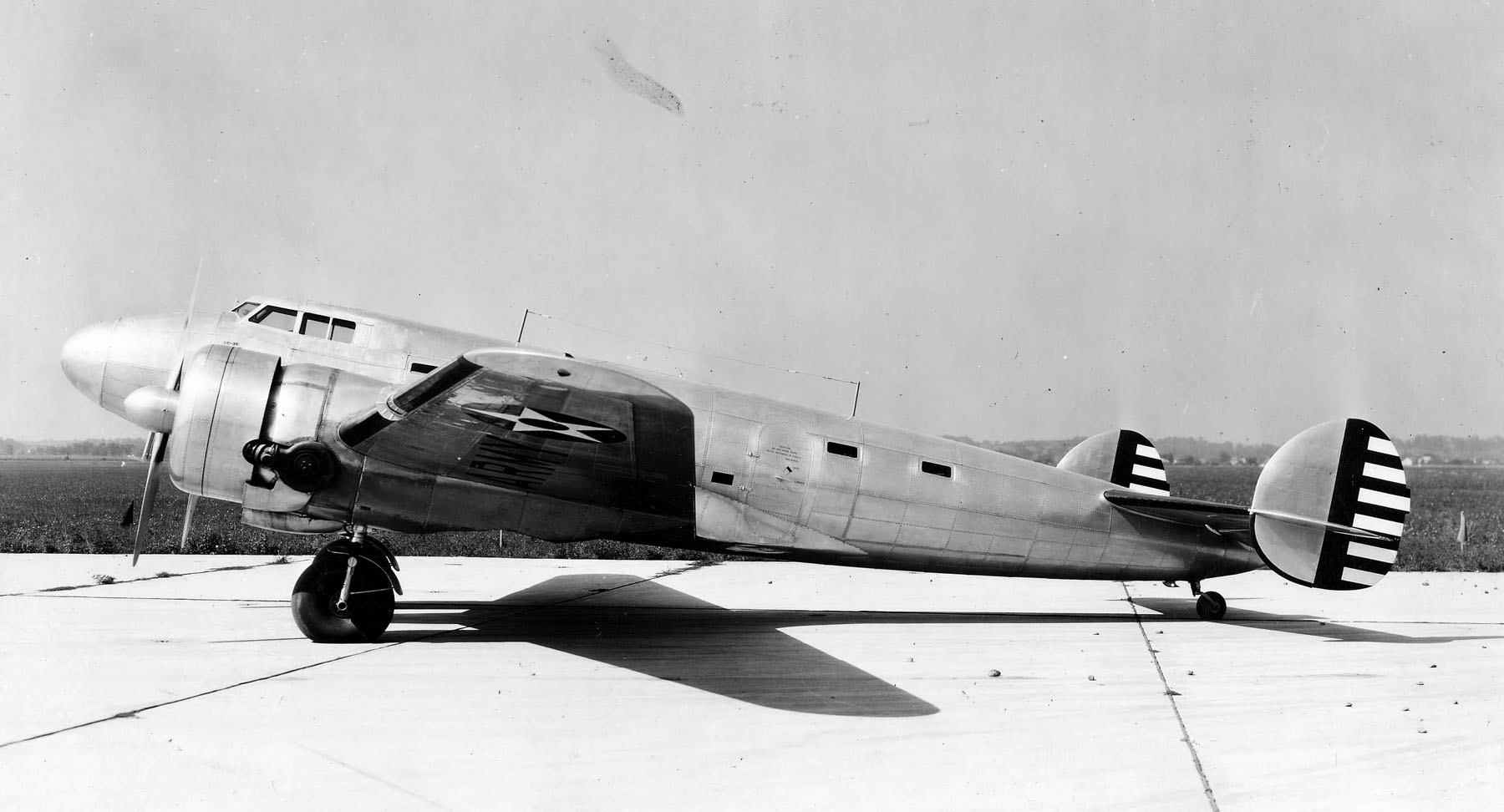
Y1C-36/C-36/UC-36

軍民全部で149機が製造されていたが、次のようなバリエーション（派生型）がある。
エレクトラ10A
Pratt & Whitney R-985-13レシプロエンジン搭載。101機製造。軍用機でY1C-36/C-36/UC-36として製造された機体（3機）や、海軍向けのXR2O-1/R2O-1（3機）や、国境警備隊向けのY1C-37/C-37/UC-37（1機）が製造された。
エレクトラ10B
Wright R-975-13レシプロエンジン搭載。18機製造。
エレクトラ10C
Pratt & Whitney Wasp SC1レシプロエンジン搭載。8機製造。パンアメリカン航空で運用された。
エレクトラ10-D
軍用輸送機として提案された機体。提案のみで実際には生産されず。
エレクトラ10E
Pratt & Whitney R-1340-49レシプロエンジン搭載。15機製造。前述のアメリア・イアハートが最期に搭乗していた機体。
XC-35
Pratt & Whitney XR-1340-43スーパーチャージャー（過給器）搭載の実験機。1937年初飛行。現在は国立航空宇宙博物館で保存されている。
なお、エレクトラの改良型に、エレクトラ・ジュニアとスーパー・エレクトラがある。

## 機体性能 (Model Electra 10A)
- 乗員: 2
- 乗客: 12
- 全長: 11.80 m
- 全幅: 16.80 m
- 高さ: 3.10 m
- 翼面積: 42.6 m2
- 空虚重量: 2,930 kg
- 全備重量: 4,760 kg
- 最大離陸重量: 7,955 kg
- エンジン: Pratt & Whitney R-985-13レシプロエンジン 450 hp (340 kW) 双発
- 最大速度: 202 mph (325 km/h)
- 航続距離: 713 mi (1,150 km)
- 最大上昇高度 19,400 ft (5,910 m)
- 翼面荷量: 22.90 lb/ft2 (111.70 kg/m2)